# Basso Valdambrini Quintet
| Recensione | Giudizio |
| ---------- | -------- |
| DownBeat   |          |

Basso Valdambrini Quintet è un album dell'omonimo gruppo musicale jazz del sassofonista Gianni Basso e del trombettista Oscar Valdambrini, pubblicato nel 1959.

## Tracce

### LP
(1959, Music Records, LPM 2079)
Lato A
1. Come Out Wherever You Are – 2:40 (musica: Jule Styne)
2. Fan-Tan – 4:25 (musica: Russ Freeman)
3. I Wanna Be Kissed – 2:50 (musica: Harold Spina)
4. Parlami d'amore Mariù – 2:05 (musica: Cesare Andrea Bixio)
5. Everything Happens to Me – 4:35 (musica: Matt Dennis)
6. Lo struzzo Oscar – 4:15 (musica: Oscar Valdambrini)

Durata totale: 20:50
Lato B
1. Lotar – 2:30 (musica: Oscar Valdambrini)
2. Like Someone in Love – 4:05 (musica: Jimmy Van Heusen)
3. C'est si bon – 3:10 (musica: Henri Betti)
4. Gone with the Wind – 2:50 (musica: Max Steiner)
5. Ballad Medley – 4:30
6. Chet to Chet – 2:20 (musica: Oscar Valdambrini)

Durata totale: 19:25

## Formazione

### Gruppo
- Gianni Basso – sassofono tenore
- Oscar Valdambrini – tromba
- Renato Sellani – piano
- Gianni Azzolini – contrabbasso
- Gianni Cazzola – batteria

### Produzione
- Alberto Angelini – ingegnere delle registrazioni
- Marco Del Conte – grafica copertina album originale
- Renzo Clerici – design copertina album originale
- Vlady Albera – foto copertina album originale
- Arrigo Polillo – note retrocopertina album originale[3]